# Asesinato de Alí
Ali Ibn Abi Tálib, el cuarto califa ortodoxo y el primer imán chií fue asesinado por un jariyí llamado Abd al-Rahman ibn Mulyam el 26 de enero de 661, en la Gran Mezquita de Kufa, en el actual Irak. Ali, que entonces tenía 62 o 63 años, murió debido a sus heridas dos días después de que Abd al-Rahman ibn Mulyam lo golpeara en la cabeza con una espada cubierta de veneno, el 21 (o 19) Ramadán del 40 AH (28 de enero de 661 d. C.). Fue el tercer califa sucesivo, después de Umar y Uthmán, en ser asesinado.
Alí se convirtió en califa después del asesinato de Uthmán en 656. Sin embargo, enfrentó la oposición de algunas facciones, incluido el gobernador de Levante, Muawiya I. Una guerra civil, conocida como la primera fitna, tuvo lugar dentro de los comienzos del estado islámico que resultó en el derrocamiento de la califas ortodoxos y el establecimiento del Califato omeya. Comenzó cuando el califa Uthmán fue asesinado en el 656 y continuó durante el reinado de cuatro años de Alí. Después de que Alí accedió a un arbitraje con Muawiya I después de la batalla de Siffín (657), una revuelta ocurrió contra él por algunos miembros de su ejército, más tarde conocidos como jariyíes («los que se van»). Mataron a algunos de los partidarios de Alí, pero fueron aplastados por las fuerzas del califa en la batalla de Nahrawan en julio de 658.
Ibn Mulyam se reunió con otros dos jariyíes, a saber, al-Burak ibn Abd Allah y Amr ibn Bakr al-Tamimi en La Meca, y concluyó que la situación de los musulmanes en ese momento se debía a los errores de Alí, Muawiya I y Amr ibn al-As, gobernador de Egipto. Decidieron matar a los tres para resolver la «deplorable situación» de su tiempo y también vengar a sus compañeros asesinados en Nahrawan. Con el objetivo de matar a Alí, Ibn Mulyam se dirigió hacia Kufa, donde se enamoró de una mujer cuyo hermano y padre habían muerto en Nahrawan. Ella accedió a casarse con él si tan solo pudiera matar a Alí. En consecuencia, Ibn Mulyam apuñaló a Alí en la Gran Mezquita de Kufa. Después de la muerte de Alí, Ibn Mulyam fue ejecutado en represalia por Hasan ibn Ali.

## Trasfondo
Los acontecimientos que llevaron al asesinato de Alí se remontan a la muerte de Mahoma, profeta del Islam, a lo que le siguió la disputa en la comunidad de musulmanes sobre la sucesión como líder de Uthmán. La asamblea en el Saqifat Bani Saida rindió lealtad a Abu Bakr como califa. Mientras que los musulmanes sunitas creían que Mahoma no había seleccionado a un sucesor, los musulmanes chiitas creían que Alí fue nombrado sucesor de Mahoma por Dios, refiriéndose al evento de Ghadir Khumm. Abu Bakr fue sucedido por Umar, quien fue asesinado en 644. Después de la muerte de Umar, Alí, el primo y yerno de Mahoma, y Uthmán fueron aspirantes al puesto. Uthmán fue elegido califa por un consejo electoral. Alí se convirtió en califa después del asesinato de Uthmán en 656.
El califato de Alí coincidió con la primera fitna. Aunque Alí fue elegido como el cuarto califa del Rashidun (el «bien guiado») cinco días después de la muerte de Uthmán, se enfrentó a la oposición durante su gobierno. Por un lado, Aisha, Talhah y Zubayr se rebelaron contra él en La Meca y, por otro lado, Muawiya I, el gobernador omeya del Levante, se negó a jurarle lealtad como nuevo califa. Por lo tanto, se produjo una guerra civil por la sucesión al cargo de califato. Los oponentes de Alí pidieron que se castigara a los asesinos de Uthmán. Alí salió victorioso por primera vez en la batalla del Camello en 656, contra un ejército liderado principalmente por la esposa de Mahoma, Aisha, y otros sahaba. Luego, Alí también luchó en la batalla de Siffín en 657 contra Muawiya I. La batalla terminó en un punto muerto con Alí entrando en arbitraje con Muawiya.
Un grupo del ejército de Alí, más tarde conocidos como jariyíes («los que se van»), se opuso al arbitraje después de la batalla de Siffín, cuando aceptó el arbitraje con Muawiya. Se opusieron al juicio humano en materia de religión y usaron como lema «El juicio pertenece solo a Dios». En 658 violaron su juramento de lealtad, se rebelaron y amenazaron abiertamente con matar a cualquier musulmán que no se uniera a ellos. Alí los derrotó en la batalla de Nahrawan. La matanza de los jariyíes fue «el evento más problemático» durante el califato de Alí, porque habían estado entre sus aliados más fuentes en la guerra contra Muawiya.
Ibn Mulyam junto con otros dos hombres, a saber, al-Burak ibn Abd Allah y Amr ibn Bakr al-Tamimi, todos considerados como pertenecientes a Kinda, se reunieron en La Meca y tuvieron una larga discusión después de la ceremonia de peregrinación. Llegaron a la conclusión de que la situación de los musulmanes en ese momento se debía a Alí, Muawiya y Amr ibn al-As, «a quienes consideraban un error», y juraron matarlos para también «vengar la masacre de su compañero en al-Nahrawan». Acordaron la fecha del asesinato y cada uno eligió a su víctima.

### Predicción de Alí sobre su destino
Existen dos tipos de tradiciones con respecto a la conciencia de Alí de su destino mucho antes del asesinato. El primero fue a través de su propia «premonición» o por obra de Mahoma. Basado en numerosas tradiciones, la barba de Aíi manchada con «sangre que caé de su cabeza» había sido revelada por Mahoma o Alí. Otro conjunto de tradiciones de Mahoma dice que «el hombre más malvado entre los antiguos era el que había matado al camello del profeta Salé y entre sus contemporáneos, el que mataría a Alí.» La noche del asesinato, Alí dijo que su destino estaba a punto de hacerse realidad, y cuando salió de casa por la mañana, «los gansos lo siguieron, cacareando», llorando por su funeral, como dijo más tarde.

## Asesinato

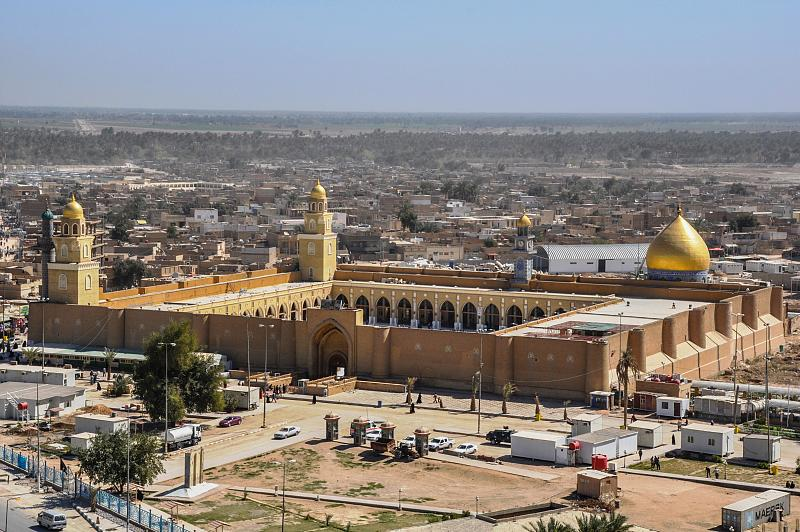
Alí dirigía las oraciones del Faŷr en la Gran Mezquita de Kufa en Irak cuando fue asesinado.

Alí fue asesinado por Abd al-Rahman ibn Mulyam, un jariyí de Egipto. Ibn Mulyam era himyarita por parte paterna, pero se contaba entre los Murad debido a su parentesco materno y estaba aliado con los Bani Jabala de Kinda. Había entrado en Kufa con el objetivo de matar a Alí para vengar a los líderes jariyíes masacrados en Al-Nahrawan.
En Kufa, se encontró con un grupo de personas de la tribu Taym al-Ribab que estaban de luto por diez de sus compañeros de tribu asesinados en Nahrawan por el ejército de Alí. Entre ellos se encontraba una mujer llamada Quttaam. Según el clérigo Ali al-Sallabi, al ver a Quttaam, «perdió el sentido» y «olvidó la tarea» por la que estaba en la ciudad, y le propuso matrimonio. Quttaam dijo que se casaría con él si pudiera «curarla» dándole tres mil dinares, un cantante, un esclavo y la muerte de Alí. Quttaam también quería venganza, ya que su padre y su hermano habían sido asesinados por sus fuerzas en Al-Nahrawan. Ibn Mulyam convenció a un hombre llamado Shubayb para que lo ayudara a matar a Alí. Además de Shablb ibn Bujra, Wardan ibn al-Mujalid también fue cómplice de Ibn Mulyam. Los conspiradores se apostaron frente a la puerta por la que Alí entraría a la mezquita.
El viernes 19 (o 17) de Ramadán, Alí entró en la mezquita de Kufa para realizar la oración de la mañana. Ibn Mulyam hirió a Alí en la «coronilla de su cabeza» con una espada envenenada después de que el califa recitara los versos de la Sura al-Anbiya como parte del culto, o bien cuando entraba a la mezquita. La espada de Shablb no golpeó a Alí, sino que «golpeó el marco de madera de la puerta o el arco». Huyó y fue atrapado cerca de las puertas de Kinda por Uwaymir, pero finalmente pudo escapar entre la multitud. Wardan se escapó a su casa y fue asesinado allí por un pariente, Abd Allah b. Najaba b. Ubayd, después de confesar su participación. Ibn Mulyam fue capturado por el hachemí al-Mughlra ibn Nawfal ibn al-Harith.
Alí ordenó que si moría por la herida, Ibn Mulyam debía ser ejecutado como represalia. Alí murió dos días después, el 21 de Ramadán 40/30 de enero de 661 (o el 19 de Ramadán 40/28 de enero de 661) a la edad de 62 o 63 años, e Ibn Mulyam fue asesinado en represalia (Qisas) por Hasan ibn Ali, de acuerdo con las instrucciones dejadas por el califa.

### Rol de Al-Ash'ath ibn Qays
Al-Ash'ath ibn Qays era el jefe de la tribu kinda en Kufa. Según Wilferd Madelung, en los últimos años del reinado de Alí tenía tendencia hacia Muawiya y recibió una carta que incluía ofertas de dinero de él para mostrar desgano sobre la campaña de Alí contra Muawiya. Algunas fuentes han acusado a al-Ash'ath de haber sido informado del complot del asesinato de Alí. Según Ya'qubi, Ibn Mulyam fue hospedado por al-Ash'ath durante un mes cuando el primero estaba preparando su espada. Otro informe de Ibn Sa'd dice que al-Ash'ath se quedó la noche del asesinato en la mezquita asesorando a Ibn Mulyam y que al-Ash'ath señaló el momento de intentar el asesinato diciendo que «la mañana ha sonreído». La mayoría de las fuentes narran una frase ambigua de Al-Ash'ath: «el amanecer ha salido para ti» y los que tienen tendencia chií lo dan como un claro estímulo a Ibn Mulyam: «¡Liberación, liberación! Ha amanecido para ti». Después del asesinato, Hujr ibn Adi lo acusó por el asesinato de Alí. Incluso hay un informe que dice que advirtió a Alí sobre Ibn Mulyam. Según Laura Veccia Vaglieri, las fuentes narran diferentes relatos que van desde la acusación directa hasta la sospecha de complicidad e incluso hasta un acto de lealtad.
Sin embargo, Al-Sallabi cree que estas acusaciones contra al-Ash'ath parecen infundadas ya que él era un leal al califa y estaba en contra de los jariyíes desde el momento en que aparecieron por primera vez y lucharon contra ellos en Nahrawan. También fue el primero en luchar contra el pueblo de Siria en la batalla de Siffín. Además, cree que no existe ninguna narración de la familia de Ali ibn Abi Talib que apoye estas acusaciones contra al-Ash'ath, ni su familia no lo discutió con ningún miembro de la familia de al-Ash'ath. Después de que Alí fuera herido por Ibn Mulyam, al-Ashʿath envió a su hijo para determinar la condición de Alí, de forma que se enteró rápidamente de que no sobreviviría.

## Entierro
El cuerpo de Alí fue lavado por sus hijos, Hasan, Husáin, Muhammad ibn al-Hanafiyyah, y uno de sus sobrino, Abdullah ibn Ja'far. Luego fue enterrado en secreto por ellos y 'Ubaydullah ibn Al-Abbas, ya que se temía que su cuerpo fuera «exhumado y profanado». Algunas fuentes afirman que Alí fue enterrado en la mezquita del Imán Alí en Náyaf en el actual Irak, mientras que otros, generalmente afganos, dicen que fue enterrado en la mezquita Azul de la ciudad afgana de Mazar-e Sarif. La muerte de Alí es conmemorada por los musulmanes chiitas todos los años.

## Consecuencias
Según Wilferd Madelung, una pequeña minoría de personas estaba convencida de que «él era el mejor de los musulmanes después del Profeta y el único con derecho a gobernarlos», y después de la muerte de Alí, la gente estaba dividida en cuanto a su opinión hacia él. «La desconfianza y la oposición a Muawiya y sus cohortes sirias» fue lo que unió a la mayoría. Los admiradores de Alí se convirtieron entonces en mayoría debido a la «prepotencia, el desgobierno y la represión» que componían el gobierno de los omeyas.
Después de la muerte de Alí, los chiitas de Irak declararon que el hijo mayor de Ali, Hasan, era el sucesor de Alí, proclamándolo así como su nuevo califa. Sin embargo, Hasan no estaba interesado en convertirse en califa, y para evitar un mayor derramamiento de sangre, firmó el tratado Hasan-Muawiya y abdicó en favor de Muawiya, quien se convirtió en el primer califa del califato omeya. Muawiya murió en Damasco a la edad de setenta y cinco años en 680, y fue sucedido por Yazid I, pero el hermano de Hasan, Husáin ibn Ali, se negó a aceptar el liderazgo de Yazid. Después de ser invitado por los kufanos de Irak en el mismo año, Husáin inició su marcha hacia Irak. Sin embargo, durante su estancia en Kerbala, su familia fue masacrada por Yazid en la batalla de Kerbala el 10 de Muharram (10 de octubre) y su muerte es conmemorada por los chiitas, mientras que casi todos los musulmanes lo recuerdan cada año durante el Muharram rindiendo tributo al nieto de Mahoma a causa del brutal asesinato de su familia.

## En las artes
El incidente había sido tema de pinturas de Yousef Abdinejad, Farhad Sadeghi y Masnsoureh Hossein, y una obra de teatro de Bahram Beizai.
El trabajo de Abdinejad se describe como mostrando una «dualidad» mediante el uso de colores. Los colores del espectro azul, que es proporcional al color turquesa utilizado para pintar a Alí, los rayos de luz que surgen del cuerpo del Alí y los ángulos son algunos de los elementos utilizados por el pintor para inspirar una especie de espiritualidad. Por otro lado, Ibn Mulyam, el asesino, está pintado de marrón rodeado por los colores azules y algunas criaturas malvadas se ven en sus pies. Hay una llama que surge del cuerpo de Ibn Mulyam que el pintor ha utilizado para demostrar el destino del asesino, es decir, el fuego del infierno. La huella de Mohr se ve en la frente del asesino.